# San Francesco appare al Capitolo di Arles
San Francesco appare al Capitolo di Arles è la diciottesima delle ventotto scene del ciclo di affreschi delle Storie di san Francesco della Basilica superiore di Assisi, attribuiti a Giotto. Fu dipinta verosimilmente tra il 1295 e il 1299 e misura 230x270 cm.

## Descrizione e stile
Questo episodio appartiene alla serie della Legenda maior (IV,10) di san Francesco: "Predicando il beato Antonio in capitolo ad Arles sul titolo della Croce, il beato Francesco, benché corporalmente assente, apparve; e stese le mani, benedisse i frati, così come poté vedere il frate Monaldo; e gli altri frati ne ebbero una grande consolazione." 
Si tratta di una delle scene più efficaci di tutto il ciclo, con la realistica architettura gotica (si noti il virtuosismo della tettoia esterna inclinata che si intravede dalla finestre) e l'apparizione del santo al centro della scena con le braccia platealmente alzate. Non tutti gli astanti però hanno la visione, infatti sono girati verso di lui solo Monaldo e il frate predicatore, sant'Antonio da Padova.
Come le vicine scene della Morte del cavaliere di Celano e della Predica dinanzi a Onorio III, la stesura dell'affresco è da riferire a un aiuto del capobottega, a parte la figura di Antonio da Padova che è riferita a Giotto. I fautori delle ipotesi del "non Giotto" però riconoscono nel particolare modo di trattare l'incarnato la figura del "secondo capobottega", forse il romano Pietro Cavallini.
La descrizione dei restauri del 1798 del Fea (pubblicata nel 1820) ricorda come all'epoca questa fosse una delle scene più compromesse e meno leggibili e che all'epoca ne esisteva un bozzetto in possesso dell'arcivescovo di Siena, opera grafica di cui si sono perse le tracce.